# Arctobyrrhus subcanus
Arctobyrrhus subcanus är en skalbaggsart som först beskrevs av Leconte 1878.  Arctobyrrhus subcanus ingår i släktet Arctobyrrhus och familjen kulbaggar. Inga underarter finns listade i Catalogue of Life.